# Тихон (Недосекин)
Епископ Тихон (в миру Николай Владимирович Недосекин; 14 февраля 1956, Ярославль) — архиерей Русской православной церкви, епископ Видновский, викарий патриарха Московского и всея Руси, настоятель Екатерининского мужского монастыря города Видное.

## Биография
Родился 14 февраля 1956 года в Ярославле в семье священника Владимира Парменовича Недосекина (1926−2011).
После окончания восьмилетки в 1964 году, обучался в Московском строительном техникуме, который окончил в 1977 году, затем служил в армии.
В 1979 году, после демобилизации, поступил в Московскую духовную семинарию, а после обучался в Московской духовной академии, которую закончил в 1986 году.
С 1981 по 1987 год — иподиакон митрополита Крутицкого и Коломенского Ювеналия (Пояркова).
В ноябре 1987 года принят в Московской епархиальное управление на должность эконома.
6 января 1990 года в Преображенском Крестовом храме Новодевичьего монастыря митрополитом Крутицким и Коломенским Ювеналием пострижен в монашество с наречением имени Тихон, в честь святителя Тихона, Патриарха Всероссийского.
7 января 1990 года рукоположён во иеродиакона. 21 октября 1990 года рукоположён в сан иеромонаха и назначен настоятелем Успенского храма в городе Видное, одновременно оставаясь экономом Московского епархиального управления до 1992 года.
14 апреля 1992 года указом митрополита Крутицкого и Коломенского Ювеналия (Пояркова) назначен настоятелем Екатерининского мужского монастыря в городе Видное. 6 мая решением Священного синода утверждён в данной должности с последующим возведением в сан игумена и возложением наперсного креста. 18 июня назначен благочинным церквей Видновского округа. В июле митрополитом Крутицким и Коломенским Ювеналием возведён в сан игумена с возложением наперсного креста и вручением игуменского жезла.
10 января 1997 года назначен также благочинным монастырей Московской епархии.

### Архиерейство
19 июля 1999 года решением Священного Синода определён быть епископом Видновским, викарием Московской (областной) епархии, с сохранением за ним прежних должностей.
25 июля 1999 года в Александровском женском монастыре в храме святого благоверного князя Александра Невского возведён в сан архимандрита.
9 августа 1999 года в Смоленском соборе Московского Новодевичьего монастыря состоялось его наречение во епископа. Чин наречения совершили Патриарх Московский и всея Руси Алексий II, митрополит Крутицкий и Коломенский Ювеналий (Поярков), митрополит Солнечногорский Сергий (Фомин), митрополит Волоколамский и Юрьевский Питирим (Нечаев), архиепископы Можайский Григорий (Чирков), архиепископ Истринский Арсений (Епифанов), епископ Илиан (Востряков), епископ Бронницкий Тихон (Емельянов), епископ Орехово-Зуевский Алексий (Фролов), епископ Угличский Иосиф (Балабанов). 10 августа 1999 года там же хиротонисан во епископа Видновского, викария Московской областной епархии. Хиротонию совершили те же архиереи и епископ Красногорский Савва (Волков).
17 апреля 2002 года, согласно прошению, освобождён от обязанностей благочинного церквей Видновского округа.
10 декабря 2004 года указом митрополита Крутицкого и Коломенского Ювеналия, согласно поданному прошению, освобождён от обязанностей благочинного монастырей Московской епархии с выражением благодарности за понесённые труд.
14 февраля 2011 года митрополит Ювеналий, поздравляя епископа Тихона с 55-летием, отмечал: «Мне особенно хочется поблагодарить тебя за то, что после назначения настоятелем Екатерининской пустыни, которая находилась тогда в руинах и поругании, ты привел её в прекрасное состояние. Сегодня это настоящая обитель со всеми присущими монашеству традициями жизни».
12 марта 2013 года на основании изменений, внесенных Архиерейским Собором 2—5 февраля с.г. в Устав Русской Православной Церкви введён в состав епархиального совета Московской областной епархии по должности викария.
13 апреля 2021 года епископу Тихону определено быть викарием патриарха Московского и всея Руси (тем же решением Синода город Видное включался в состав новообразованной Подольской епархии).

## Награды
Церковные
- Медаль Преподобного Сергия Радонежского II степени (1985)
- Орден Святого равноапостольного великого князя Владимира III степени (1988)
- Орден Преподобного Сергия Радонежского III степени (2002)
- Орден Преподобного Сергия Радонежского II степени (3 февраля 2006)[10]
- Орден Святого благоверного князя Даниила Московского II ст. (2008)
- грамота За усердные труды на ниве духовно-нравственного просвещения и образования (2010)
- Орден Преподобного Серафима Саровского II степени (2011)
- медаль «За усердное служение» I степени (Московская областная епархия; 12 июля 2012)[11]
- Орден Святителя Иннокентия, митрополита Московского и Коломенского II степени (1 февраля 2016) — «Во внимание к усердным трудам на благо Церкви и в связи с 60-летием со дня рождения»[12]
- Патриаршая грамота (2021) — «во внимание к усердным архипастырским трудам и в связи с 65-летием со дня рождения»[13].

Светские
- Медаль «В память 850-летия Москвы» (1997 г.)
- Медаль ордена «За заслуги перед Отечеством» II степени (2000 г.)